# Projeto de Transferência de Água Sul-Norte
O Projeto de Transferência de Água Sul-Norte  (chinês 南水北调工程 pinyin Nánshuǐ Běidiào Gongcheng) é um projeto iniciado desde os meados dos anos de 1990 na China, em que a água do rio Yangtze será desviada para o rio Amarelo e para o rio Hai.

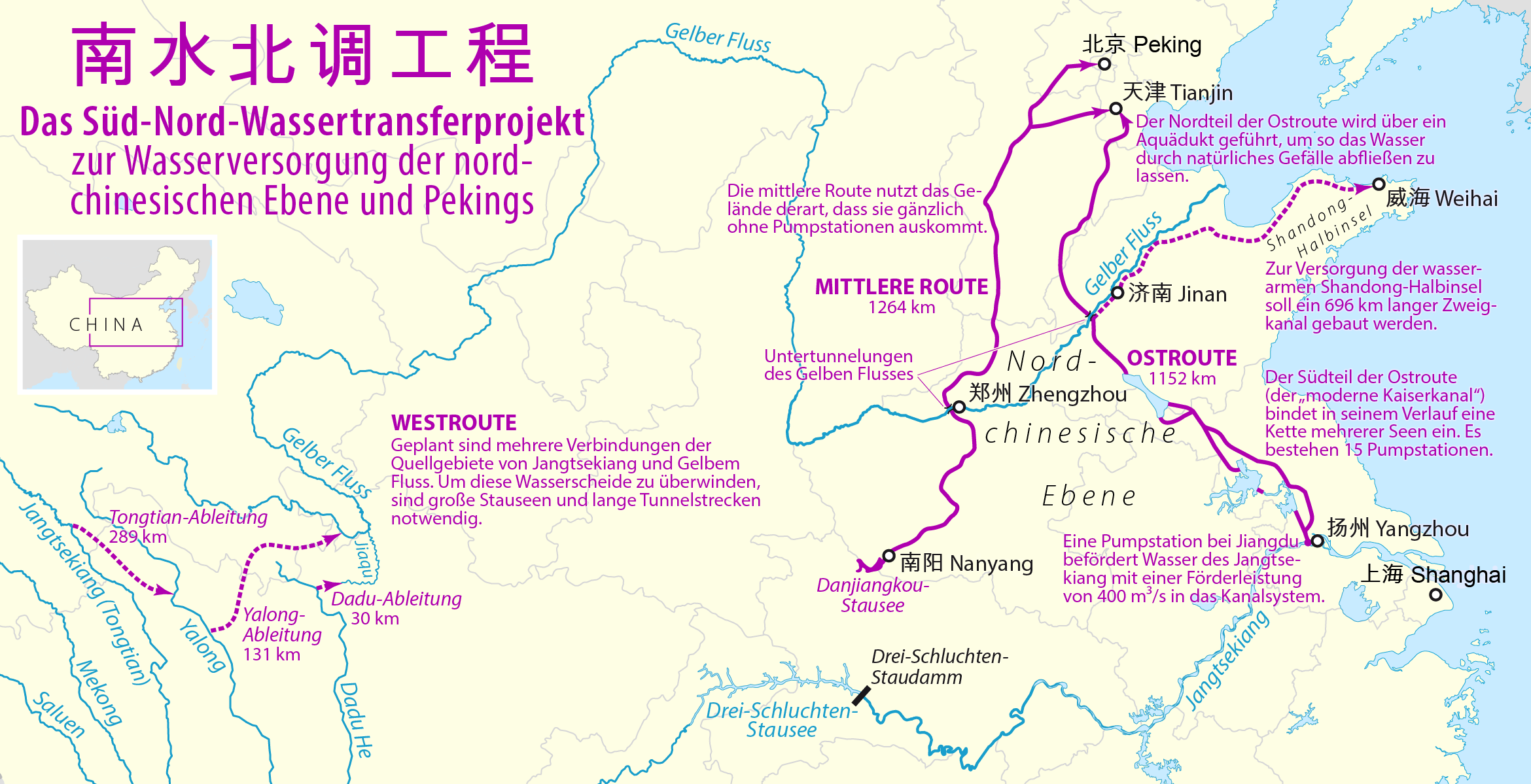

O clima do norte da China é muito mais seco do que o do sul do país, sendo que o rio Amarelo e o rio Hai carregam um volume muito mais baixo da água do que o rio Yangtze. Em consequência de desviar a água para usos industriais e para a agricultura.
O rio Amarelo chegou a ficar praticamente seco nos seus percursos mais baixos em décadas recentes e alguns dos tributários do rio Hai ficaram igualmente secos durante a maior parte do ano. É portanto neste contexto que surge o projeto de transferência da água que procura aumentar o fluxo do rio Amarelo e do rio Hai desviando o norte da água do Yangtze. 
Será executado no sul através de canais com uma extensão total de cerca de 1200 km na planície norte da China, especialmente para abastecer Pequim. A água é guiada através de uma rota ocidental, central e oriental. É o maior projeto do mundo de transferência de água.
Anualmente o sistema tem capacidade para proceder à transferência de 44,8 bilhões de metros cúbicos de água, com a seguinte previsão: 14,8 bilhões de metros cúbicos para o leste da China, 13 bilhões de metros cúbicos para o centro da China e 17 bilhões de metros cúbicos para o ocidente.
O projeto vai custar cerca de € 35.900.000.000. Devido à construção do canal chamado Norte-Sul, 330.000 pessoas a serem reassentadas. 